# Calamaria sangi
Calamaria sangi — вид змій родини полозових (Colubridae). Ендемік В'єтнаму.

## Поширення й екологія
Calamaria sangi відомі за двома зразками, зібраними в окрузі Конплонг у провінції Контум у Центральному В'єтнамі. Вони живуть у вологих тропічних лісах і бамбукових заростях, на берегах струмків, на висоті від 1000 до 1200 м над рівнем моря.